# I mongoli
I mongoli è un film del 1961 diretto da André De Toth, Leopoldo Savona e Riccardo Freda, quest'ultimo regista delle scene di battaglia.

## Trama
Il generale mongolo Ogotai, figlio di Gengis Khan, ha occupato gran parte dell'Europa orientale. Principi e sovrani europei si radunano per decidere come opporsi agli invasori. Uno di loro, il valoroso duca Stefano di Cracovia propone che offrano a Ogotai un trattato di pace: essi non gli muoveranno guerra se si accontenterà delle terre che ha già conquistato. La sua proposta viene accolta dal re di Polonia, così Stefano si reca a Suzdal, dove Ogotai ha posto il suo quartier generale, con una piccola scorta.
Gli abitanti della città sottomessa dai Mongoli sono delusi quando apprendono della pace proposta ai loro oppressori, mentre un ufficiale mongolo li tratta con sdegno; Stefano ed Enrico si appellano però all'ospitalità accordata da Gengis Khan agli ambasciatori. Sono accolti da Huluna, la moglie di Ogotai appartenente anch'essa ad un popolo sottomesso, in attesa del ritorno di Ogotai, che ha un atteggiamento diffidente.
Durante la notte Huluna chiama Stefano nelle sue stanze, forse con l'intenzione di sedurlo o di avvelenarlo; il nobile polacco però non abbocca. Temendo che Ogotai non gli lasci incontrare suo padre, Stefano cerca di forzare la sorveglianza, ma è ferito da un arciere mongolo e viene salvato da alcuni profughi che si sono rifugiati nei boschi, tra i quali la bella Amina e il suo promesso sposo Igor. Amina viene poi catturata dai mongoli; Igor e Stefano cercano di liberare lei e gli altri prigionieri, ma sono scoperti e costretti da Ogotai a duellare, con la promessa che il vincitore sarebbe stato liberato. Igor ha la meglio ma viene ucciso a tradimento.
Giunge in visita Gengis Khan col figlio Temugin. Il sovrano chiede notizie dell'ambasciata che ha chiesto la sua ospitalità e Stefano si presenta, denunciando l'oltraggio all'ospitalità e porgendo la sua proposta di pace. Gengis Khan dichiara che prima di prendere una decisione consulterà gli spiriti. L'indomani egli annuncia che gli dei si sono espressi per la pace; Ogotai però non è soddisfatto, poiché avrebbe preferito la prosecuzione della campagna di conquista.
Una donna di Suzdal che era riuscita a scappare, narrando della brutalità dei Mongoli ai comandanti polacchi, fa sì che un drappello militare, comandato da Enrico di Valois, sia mandato a verificare la situazione; questo però viene catturato e, a causa di un sotterfugio di Ogotai, Gengis Khan ordina che tutti i polacchi in sua balia vengano imprigionati.
Enrico di Valois, dopo aver arroventato le proprie mani su un braciere, brucia le corde che tengono legato Stefano permettendogli di liberarsi. Questi arriva al cospetto di Gengis Khan e gli rivela che il messaggio fatto leggere da Ogotai a Enrico di Valois, che avrebbe sancito la ripresa delle ostilità, era falso. Partito Stefano, il gran khan accusa il figlio di averlo disonorato e minaccia di condannarlo a morte, ma Huluna pugnala Gengis alle spalle. Davanti al corpo del padre esposto al popolo, Ogotai si proclama nuovo imperatore dei Mongoli e chiama i suoi alla continuazione della guerra.
Si giunge così ad una battaglia in campo aperto, che vede i Mongoli aver la peggio. Temugin pensa a mettersi in salvo, e si rifiuta di aiutare Huluna che muore affogata cercando di attraversare un fiume. Ogotai, per evitare l'onta della prigionia, raggiunge il feretro del padre e si uccide con la sua spada dopo aver appiccato il fuoco alla pira funebre. Sopraggiunge anche Stefano, che libera i prigionieri dei quali si voleva fare strazio in occasione del funerale di Gengis Khan, tra i quali la sventurata Amina.
I Mongoli si ritirano e da allora non minacceranno più la Polonia.